# Регданвімаб
Регданвімаб (англ. Regdanvimab) — людське моноклональне антитіло, яке досліджується для лікування коронавірусної хвороби 2019. Препарат розроблений південнокорейською компанією «Celltrion». На підставі огляду даних клінічного дослідження регданвімабу комітет лікарських препаратів для людей Європейського агентства з лікарських засобів у березні 2021 року дійшов висновку, що регданвімаб може застосовуватися для лікування дорослих хворих із підтвердженим COVID-19, які не потребують додаткової кисневої терапії, та які мають ризик розвитку важкої форми хвороби. Ця оцінка може використана для вироблення прийняття рішень окремими країнами щодо можливого використання регданвімабу до його затвердження агентством ЄС. У той же час для оцінки попередніх результатів триває процес постійного розгляду ефективності препарату, який розпочався в лютому 2021 року.
Згідно даних виробника препарату, регданвімаб повинен бути ефективним щодо варіанту B.1.1.7, а також у поєднанні з іншими моноклональними антитілами проти південноафриканського варіанту B.1.351. Препарат вже отримав схвалення для екстреного застосування в Південній Кореї.